# О, интернет! Грёзы цифрового мира
«О, интернет! Грёзы цифрового мира» (англ. Lo and Behold, Reveries of the Connected World) — документальный фильм режиссёра Вернера Херцога, вышедший на экраны в 2016 году. Лента получила почётное упоминание на Мюнхенском кинофестивале и премию «Золотой трейлер» за лучший постер документального фильма.

## Сюжет
Вернер Херцог исследует происхождение интернета и его роль в жизни современного общества. В фильме обсуждаются как светлые, так и тёмные стороны всемирной паутины: зритель знакомится с учёными, использующими сети для решения важных научных и технических задач; семьёй, пострадавшей от неконтролируемого распространения личной информации; людьми, ищущими убежище от повсеместного проникновения электроприборов. Обсуждаются темы надёжности сетей, компьютерной безопасности, робототехники, искусственного интеллекта и даже возможности интернета на Марсе. Среди собеседников — Боб Кан, Леонард Клейнрок, Тед Нельсон, Кевин Митник, Дэнни Хиллис, Лоуренс Краусс, Илон Маск, Себастьян Трун и многие другие.